# Digawana
Digawana est une ville du Botswana.